# Fördraget i Kanton
Fördraget i Kanton (kinesiska: 中瑞廣州條約), officiellt Freds-, Vänskaps- och Handelstraktat emellan: Hans Maj:t Konungen av Sverige och Norge, å ena, samt Kejsardömet Kina, å andra sidan, var ett traktat mellan Förenade Konungarikena Sverige och Norge och Qingdynastins Kina som undertecknades den 20 mars 1847 i Guangzhou.

## Bakgrund
Detta traktat var det första handelsfördraget mellan Sverige-Norge och Kina. För att dra nytta av de nya möjligheter för handel med Kina som uppstått efter Opiumkriget sände kung Oscar I Liljevalch till Kina som befullmäktigat ombud och fördraget var baserat på ett kinesiskt-amerikanskt fördrag som slutits tre år tidigare och gav Sverige-Norge samma förmåner som andra västmakter tillskansat sig i "ojämlika fördrag" efter det första opiumkriget mellan Kina och Storbritannien.

## Undertecknare

### Sverige-Norge
Carl Fredrik Liljevalch

### Kejsardömet Kina
Statsmannen Qiying

## Bestämmelser
Fördraget innebar i huvuddrag:
- att svenskar och norrmän fick rätt att handla i de fem nya fördragshamnarna i Kina (Fuzhou, Guangzhou, Ningbo, Shanghai och Xiamen);
- att Sverige-Norge fick rätt att sända konsuler till Kina;
- att endast fasta tullavgifter skulle tas ut i handelsutbytet;
- att svensk-norska konsuler fick domsrätt över svenska och norska medborgare i Kina (konsularjurisdiktion);
- att Sverige-Norge skulle åtnjuta alla handelsförmåner som Kina beviljat andra nationer (mestgynnadnationsklausul).

Fördraget ratificerades i Stockholm den 28 oktober 1847.
Fördraget utgjorde grunden för det svensk-norska konsulatväsendet i Kina och bekräftades med ett nytt fördrag som Gustaf Oscar Wallenberg slöt med Kina år 1908 för Sveriges räkning.